# Viganò
Viganò település Olaszországban, Lombardia régióban, Lecco megyében. Lakosainak száma 2079 fő (2023. január 1.). Viganò Missaglia, Monticello Brianza, Sirtori és Barzanò községekkel határos.

## Népesség
A település lakossága az elmúlt években az alábbi módon változott:
| Lakosok száma | 2101 | 2105 | 2079 |
|               | 2017 | 2018 | 2023 |